# Fan 3
Allison Lurie, född 1989 i Sherman Oaks i Kalifornien, är en amerikansk rappare känd via artistnamnet fan_3. Hennes låtar kan bland annat höras i filmerna Mitt liv som popstjärna och Hajar som hajar. Ett soloalbum planerades att släppas 2005, men hon jobbar fortfarande på det. Hon var 2005 på turné med Aaron Carter.
År 2006 blev hon medlem i  pop/rock/hiphop-bandet Shut Up Stella. Bandet släppte två singlar men splittrades i mars 2008.